# Унисихин, Алексей Павлович
Алексей Павлович Унисихин (12 марта 1924 года, Билейка, Богдановичский район, Уральская область, СССР — 1 октября 1996 года, Верхний Тагил, Свердловская область, Россия) — Герой Социалистического Труда (1974), старший машинист Верхне-Тагильской ГРЭС Свердловской области, участник Великой Отечественной войны.

## Биография
Родился 12 марта 1924 года в деревне Билейка Богдановичского района Уральской области (ныне — Свердловская область) в семье колхозников. В семье было 6 детей. Отец умер рано. Алексей, как второй по старшинству, пошёл работать в колхоз коноводом, но учёбу не бросал и закончил восемь классов в сельской школе.
В 1941 году в течение года работал в лесном хозяйстве.
В 1942 году был призван в Красную Армию, служил автоматчиком в 249-м полку конвойных войск НКВД.
В 1948 году был демобилизован из армии, вернулся в родное село, работал милиционером в деревне Кунарское в 1948—1949 годах. Затем работал водосмотром в СУГРЭСе в 1949—1950 годах, водосмотром на Нижнетуринской ГРЭС в 1950—1955 годах. Окончив курсы по подготовке машиниста котла, работал машинистом котла на Верхнетагильской ГРЭС в 1955—1956 годах, затем старшим машинистом котельного цеха с 1956 года. В марте 1979 года вышел на пенсию.
Скончался 1 октября 1996 года в Верхнем Тагиле, похоронен на Старом кладбище города.
Семья
Алексей Павлович женился в 1950 году в городе Нижняя Тура на Тамаре Александровне, супруги воспитали сына Валерия (1951—2004) и дочь Людмилу (род. в 1955 году).

## Награды
За свои достижения был награждён:
- медаль «За победу над Германией»;
- медаль «30 лет Советской Армии и Флота»;
- 1972 — орден Ленина;
- 1972 — орден Знак Почёта;
- 03.01.1974 — звание Герой Социалистического Труда с вручением золотой медали Серп и Молот и ордена Ленина «за выдающиеся успехи в выполнении и перевыполнении планов 1973 года и принятых социалистических обязательств»;
- звание «Почётный ветеран ВТГРЭС».